# Wilfrid Montilas
Wilfrid Montilas, né le 25 août 1971 à Cité Soleil, dans la banlieue de Port-au-Prince, est un joueur et entraîneur haïtien de football.

## Biographie

### Carrière de joueur

#### En club
Joueur du Violette AC durant les années 1990, Wilfrid Montilas y a l'occasion de remporter deux championnats d'Haïti en 1995 et 1999. 
En 2000, il rejoint le Don Bosco FC où il est à nouveau sacré champion lors du tournoi d'ouverture 2003 aux côtés de Jean-Philippe Peguero et Pierre Richard Bruny. Après avoir fait une pige à l'Aigle Noir AC, il termine sa carrière de joueur au Racing Club haïtien.

#### En sélection
Wilfrid Montilas est convoqué en équipe d'Haïti en 1996, lors des éliminatoires de la Coupe du monde 1998 (3 matchs disputés). Quatre ans plus tard, il prend part à 4 rencontres des qualifications à la Coupe du monde 2002.
Au niveau continental, il a l'occasion de disputer deux Gold Cup d'affilée aux États-Unis, en 2000 (2 matchs joués, élimination au 1er tour) puis 2002 (3 matchs, élimination en quarts-de-finale). Il rate la passe de trois, puisqu'il dispute les éliminatoires de la Gold Cup 2003, tournoi où Haïti s'incline lors du tour final. Il prend sa retraite internationale par la suite.

### Carrière d'entraîneur
C'est en 2010 qu’il entame sa carrière d’entraîneur sur le banc du Don Bosco FC. Mais l’expérience est de courte durée et il part pour l'Inter de Grand-Goâve, club qu'il entraîne à deux reprises, avec une pige à l'AS Arcahaie entre les deux.
En 2016, il est nommé à la tête de l'équipe d'Haïti des moins de 20 ans et remporte la même année la finale de la Coupe caribéenne des nations U20 à la faveur d'une victoire 4-0 sur Antigua-et-Barbuda. En 2017, il prend les rênes du Racing Club haïtien, puis de l'Aigle Noir AC, l'année suivante. En 2019, il fait son retour au Racing Club haïtien avant de présenter sa démission en 2020 sans évoquer de raison particulière.

## Palmarès

### Joueur
- Violette AC
  - Champion d'Haïti en 1995 et 1999.

- Don Bosco FC
  - Champion d'Haïti en 2003 (Ouverture).

### Entraîneur
- Haïti -20 ans
  - Vainqueur de la Coupe caribéenne des nations U20 2016.